# Gradius
Gradius, auch Nemesis genannt, ist eine Reihe von Shoot-’em-up-Computerspielen des Herstellers Konami, deren erster Titel 1985 erschien.

## Spielprinzip
Der Spieler steuert das Kampfraumschiff Vic Viper durch seitlich scrollende Levels. Dabei versucht er, möglichst viele der auftauchenden gegnerischen Objekte abzuschießen und gleichzeitig Kollisionen und gegnerischem Beschuss auszuweichen, indem er das Raumschiff innerhalb des Bildausschnitts nach oben, unten, vorne oder hinten bewegt. Genretypisch können zur Verbesserung der Leistungsmerkmale des eigenen Raumschiffs von besiegten Gegnern hinterlassene Kapseln eingesammelt und gegen Power-ups wie höhere Schiffsgeschwindigkeit oder bessere Bewaffnung eingetauscht werden. Am Ende eines Spielabschnitts muss der Spieler sich einem besonders mächtigen und großen Endgegner stellen. Verliert der Spieler während des Spiels ein Leben, so startet er bei noch vorhandenen Extraleben zwar im gleichen Spielabschnitt neu, büßt aber alle Aufrüstungen seines Raumschiffs ein.

## Chronologie
- Gradius (1985) – Ursprünglich als Arcade-Spiel erschienen, wurde es später auf andere Plattformen portiert: Nintendo Entertainment System, MSX, PC Engine, Sega Saturn (im Rahmen des Gradius Deluxe Pack), Sony PlayStation (im Rahmen des Gradius Deluxe Pack), Sony PSP (im Rahmen der Gradius Collection) und Nintendo DS (im Rahmen der Konami Arcade Classics). In einigen Ländern wurde Gradius unter dem Namen Nemesis verkauft. In Japan erschien eine Spezialversion des Spiels für das Famicom, die vom Ramen-Nudelhersteller ArchiMENdes zu Werbezwecken veröffentlicht wurde. Die Besonderheit liegt darin, dass bestimmte Powerups durch Ramen-Nudeln ersetzt wurden. Aufgrund ihrer Seltenheit ist diese Version unter Sammlern begehrt.

- Gradius 2 (1987) – Der Nachfolger erschien zuerst für das MSX und bot erstmals eine Intro-Sequenz, um die Hintergrundgeschichte zu vermitteln. Außerdem ist es möglich, von besiegten Endgegnern Waffen zu erhalten. Eine Portierung von Zemina für das koreanische Master System (Gam*Boy) erschien im selbigen Jahr. Eine verbesserte Version wurde später für den Sharp X68000 unter dem Namen Nemesis '90 veröffentlicht, der in Europa für das Spiel verwendet wurde.

- Gradius II: Gofer No Yabou (1988) – Ursprünglich als Arcade-Spiel erschienen, wurde es später auf andere Plattformen portiert: Nintendo Famicom, MSX, PC Engine, Sega Saturn (im Rahmen des Gradius Deluxe Pack), Sony PlayStation (im Rahmen des Gradius Deluxe Pack), Sony PSP (im Rahmen der Gradius Collection). In einigen Ländern erschien Gradius II unter dem Namen Vulcan Venture. Bei der MSX-Version ist es unter anderem möglich, zwischen verschiedenen Schiffen zu wählen. In Japan erschien es als G II: Ambition of Gofer, in Europa als Nemesis 3: Eve of Destruction.

- Gradius III (1989) – Ursprünglich als Arcade-Spiel erschienen, wurde es später auf andere Plattformen portiert: Super Nintendo Entertainment System, Sony PlayStation 2 (als Beilage zu Gradius IV), Sony PSP (im Rahmen der Gradius Collection).

- Nemesis (1989) – Das erste Gradius für ein tragbares Videospielsystem, den Game Boy. Es erschien weltweit unter dem Namen Nemesis. Es verband Spielelemente aus Gradius und Gradius II mit neuen Features.

- Gradius: The Interstellar Assault (1992) – Auch dieser Titel erschien exklusiv für den Game Boy. Es erschien auf einer Cartridge mit einer für damalige Verhältnisse hohen Kapazität von 2 MB. Das Spiel unterscheidet sich relativ stark vom Rest der Reihe.

- Gradius Gaiden (1997) – Das erste Gradius, das exklusiv für eine Heimkonsole (PlayStation) produziert wurde, gilt als einer der besten Titel der Reihe; dennoch erschien es erst 2006 außerhalb Japans für Sony PSP (im Rahmen der Gradius Collection). Auch hier ist es möglich, zwischen verschiedenen Schiffen zu wählen. Erstmals ist ein Zweispielermodus enthalten.

- Gradius IV (1998) – Ursprünglich als Arcade-Spiel erschienen, wurde es später auf die Sony PlayStation 2 (im Set mit Gradius III) und auf die Sony PSP (im Rahmen der Gradius Collection) portiert.

- Gradius Galaxies (2001) – Das erste Gradius, das Konami von einem externen Entwickler (Mobile 21 Studios) programmieren ließ, erschien für den Game Boy Advance. In Europa wurde es als Gradius Advance veröffentlicht, in Japan erschien es schließlich als Gradius Generation. Die zuletzt veröffentlichte japanische Version enthält einige exklusive Features.

- Gradius V (2004) – Das erste offizielle Gradius-Sequel, das exklusiv für eine Heimkonsole erschien, wurde von Treasure und Konami entwickelt und erschien für die PlayStation 2.

- Gradius Rebirth (2008/2009) – Das aktuelle Spiel dieser Reihe erschien für die WiiWare-Plattform von Nintendo und ist somit auf der Wii spielbar. Es orientiert sich größtenteils an den bisherigen Gradius-Teilen, sozusagen eine Art „Best-Of“. Man kann zwischen zwei Spielmodi wählen: Standard und Score Attack. Letzterer erlaubt nur einen einzigen Versuch, möglichst hohe Scores zu erreichen, welche an ein Online-Leaderboard übermittelt werden können. Außerdem kann man zwischen 5 Schiffstypen wählen und 5 Etappen, wobei jede ihren originalen Endboss präsentiert.

## Außerdem erwähnenswert
- Parodius (1988)
- Parodius Da! (1990) – Allen Parodius-Spielen liegt dasselbe Spielprinzip wie Gradius zugrunde. Ebenso das Powerup-System. Der große Unterschied liegt jedoch in der Präsentation. Schon bei der Auswahl des eigenen Fliegers bekommt man einen Eindruck der ausgefallenen Einfälle der Programmierer und Grafiker: man kann zwischen einem Octopus, einem Pinguin und dem Schiff aus Konamis TwinBee wählen. Aber auch die gute alte Vic Viper ist mit am Start. Statt in Sci-Fi-Gefilden umherzufliegen und allerlei Raumschiffe abzuschießen, bekommt man es in dieser Shoot-’em-up-Parodie mit Adlern, Kussmündern, Stripteasetänzerinnen und anderen abgedrehten Gegnern zu tun. Parodius Da! ist als Arcade-Automat, für Game Boy, die PC Engine (TurboGrafx-16), das Super Nintendo (in Europa unter dem Namen Parodius) und für Mobiltelefone erschienen.
- Gokujyou Parodius (1994)
- Jikkyou Oshaberi Parodius (1995)
- Sexy Parodius (1996)
- Paro Wars (1997)
- Little Pirates (1998)
- CR Parodius Da! (2000)
- CR Gokujo Parodius! (2006)
- Otomedius (2007)
- Gokuraku Parodius (2010)
- Otomedius X (2011)

Neben der Parodius-Serie erschienen folgende Ableger:
- Life Force / Salamander (1986)
- Salamander 2 (1996)
- Salamander III (2025)

Der Schwerpunkt lag hierbei mehr auf organischen Gegnern.